# Friedl Baruch
Siegfried „Friedl“ Baruch (* 17. Februar 1905 in Göttingen; † 3. November 1995 in Bergen) war ein deutscher Politiker und Journalist (KPD, CPN), der den Großteil seines Lebens im Exil in den Niederlanden verbrachte.

## Leben
Baruchs Vater Abraham stammt aus den Niederlanden und kam 1902 mit seiner deutschen Frau Berta und dem erstgeborenen Kind Johanna nach Göttingen. Siegfried war das dritte von fünf Kindern. Baruch studierte Wirtschaft in Göttingen und Hamburg; 1929 wurde er Mitglied der KPD. Nach der Machtergreifung 1933 ging er in die Niederlande ins Exil und wurde dort Mitglied der Communistische Partij Holland (CPH), die 1935 in Communistische Partij Nederland (CPN) umbenannt wurde. Dort wurde Baruch in der Internationalen Roten Hilfe und 1938 in der Parteizeitung Volksdagblad aktiv. 1943 wurde er während der deutschen Besatzung im Zweiten Weltkrieg im Untergrund Mitglied der Parteiführung und war dort verantwortlich für Partei- und andere Programme. Baruchs Eltern wurden im gleichen Jahr ebenso wie seine ältere Schwester Hella ins Vernichtungslager Sobibor deportiert und vermutlich direkt nach ihrer Ankunft dort ermordet.
Nach dem Zweiten Weltkrieg war Baruch zusammen mit Fred Schoonenberg von 1949 bis 1953 Chefredakteur von De Waarheid, dem Nachfolgeorgan des Volksdagblad. Dem schon vor seinem Antritt einsetzenden rapiden Bedeutungsverfall konnte das Führungsduo nichts entgegensetzen, schon unter Baruchs Vorgänger Paul de Groot war die Zeitung stalinistisch ausgerichtet worden und hatte viel an Renommee verloren. Nach seiner Zeit als Chefredakteur verfasste Baruch zusammen mit Marcus Bakker das Buch De Grote Oktoberrevolutie en de revolutionaire arbeidersbeweging in Nederland (Die große Oktoberrevolution und die revolutionäre Arbeiterbewegung in den Niederlanden), das vom sowjetischen Staatsverlag 1957 in einer Auflage von 100.000 Exemplaren herausgegeben wurde.
Als sich die CPN während der Zeit des Chinesisch-sowjetischen Zerwürfnisses stärker auf die Volksrepublik China statt auf die Sowjetunion auszurichten begann, hielt Baruch an der Bindung zur letzteren fest. Aus diesem Grund wurde er bei den Vorstandswahlen des April 1964 nicht wiedergewählt. Daraufhin griff Baruch den Vorsitzenden De Groot scharf an und wurde im September 1964 aus der Partei ausgeschlossen. Seinem Waarheids-Kollegen Wim Klinkenberg widerfuhr das gleiche Schicksal, dieser schrieb später unter anderem für Baruchs Blatt Communistische Notities (Kommunistische Notizen), das eine Höchstauflage von 2.500 Exemplaren erreichte. Über den Konflikt in der CPN erschien 1967 das von Baruch geschriebene Buch Linksaf/naar rechts (Links ab, nach rechts). Des Weiteren war er Redakteur des monatlich erscheinenden Organs der Vereniging Nederland-USSR (Vereinigung Niederlande-UdSSR).

## Werke
- Mit Marcus Bakker: De Grote Oktoberrevolutie en de revolutionaire arbeidersbeweging in Nederland, Staatsverlag, Moskau 1957
- Grote macht in een klein land: een beeld van het monopolie-kapitaal en zijn invloed in Nederland, Pegasus, Amsterdam 1962
- Links af / naar rechts. Portret van een politieke partij of de ommezwaai van de CPN in het conflict Moskou-Peking, Kruseman, Den Haag 1967
- Mit W. Klinkenberg, D. Lataster, H. Lataster: De rode vlag gestreken: een kritiek op het ontwerppartijprogram van de CPN, In de Knipscheer, Haarlem 1982
- Mit Will Boezeman-Boekhoff, Leo van Gaasterland: De Sowjet-Unie anders bekijken, Vereniging „Nederland-USSR“, Amsterdam 1986
- Mit Wim Hulst, Will Boezeman-Boekhoff: Aan de grenzen voorbij: over de betrekkingen tussen Nederland en de USSR (1917-1987), De Schalm, Amsterdam 1987